# Moravany (Pardubice)
Moravany é uma comuna checa localizada na região de Pardubice, distrito de Pardubice.